# ماصة حجمية

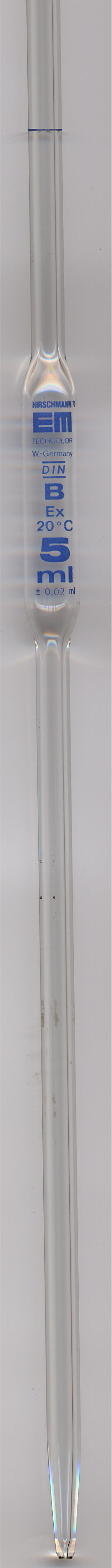
ماصة حجمية مل5

الماصة الحجمية  (بالإنجليزية: Volumetric pipette )‏ عبارة عن أداة تستخدم لقياس كميات محددة من السائل. عادة ما تكون الماصات أنابيب طويلة مفتوحة من كلا الطرفين، وعليها علامات تشير لما يمكن أن تحتويه (أو توصله) من حجم معين من السائل.
عادة ما يتم استخدامها في الكيمياء التحليلية لعمل لمحاليل المخففة عن طريق قياس حجم معلوم من المحلول المركز أو تستخدم لقياس حجم معلوم من محلول لكي يتم معايرته.
الماصات الحجمية عادة ما يتم معايرتها لتناسب حجم واحد فقط (على سبيل المثال «5 مل»). وهناك الكثير من الأحجام المختلفة التي تعتبر متاحة.
ASTM معيار الجمعية الأمريكية لاختبار المواد (E969) قد عرف بالتحمل القياسي «نسبة الخطأ» للماصات الحجمية الناقلة، ومدى التحمل يعتمد على الحجم كالتالي: الماصة ذات الحجم (0.5 مل) لديها قدرة تحمل هي (±0.006 مل)، بينما الماصة ذات الحجم (50 مل) يصل التحمل فيها إلى (±0.05 مل). (هذا فقط للماصات من الصنف A ، بينما الماصات من الصنف B ، تكون درجة التحمل فيها ضعف ما هو موجود للصنف A المقابل).